# Messier 19

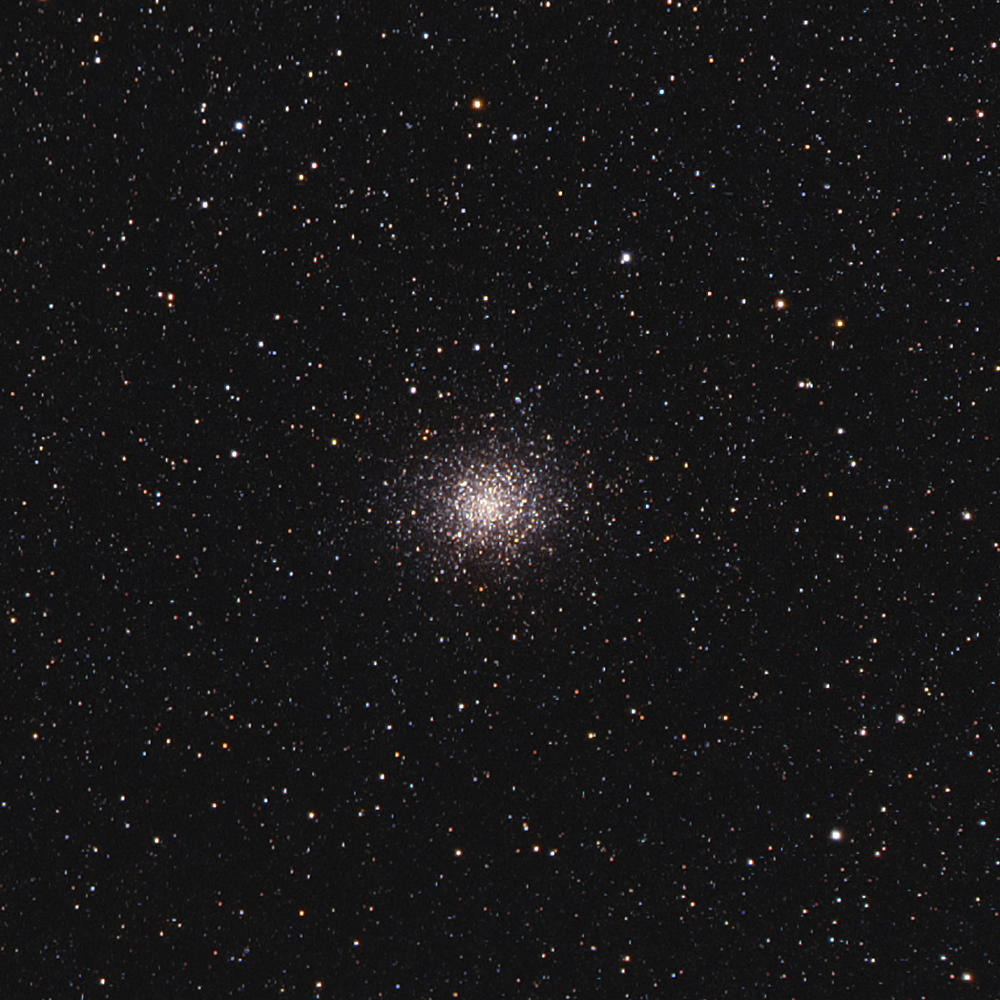
Messier 19

M19 (Messier 19 / NGC 6273) is een bolvormige sterrenhoop in het sterrenbeeld Slangendrager (Ophiuchus). Het hemelobject werd in 1764 ontdekt door Charles Messier en in datzelfde jaar door hem opgenomen in zijn catalogus van komeetachtige objecten als nummer 19.
M19 bevindt zich vrij dicht bij het centrum van de Melkweg (5200 lichtjaar) en op zo'n 28 000 lichtjaar van de Aarde. De schijnbare afmeting van 17',0 van deze sterrenhoop komt neer op een ware diameter van ongeveer 140 lichtjaar. 4 veranderlijke sterren van het type RR Lyrae zijn in dit object bekend. De helderste individuele sterren van M19 zijn van de 14e magnitude terwijl de bolhoop in zijn totaal een absolute magnitude van -9 heeft.